# Broomia
Broomia es un género de saurópsidos pararreptiles del Pérmico Superior que vivían en lo que hoy es Sudáfrica.
La especie tipo de este género es Broomia perplexa.